# Łambinowice (gemeente)
De gemeente Łambinowice is een landgemeente in het Poolse woiwodschap Opole, in powiat Nyski.
De zetel van de gemeente is in Łambinowice.
Op 30 juni 2004 telde de gemeente 8264 inwoners.

## Oppervlakte gegevens
In 2002 bedroeg de totale oppervlakte van gemeente Łambinowice 123,71 km², waarvan:
- agrarisch gebied: 68%
- bossen: 17%

De gemeente beslaat 10,11% van de totale oppervlakte van de powiat.

## Demografie
Stand op 30 juni 2004:
| Omschrijving                   | Totaal | Totaal | Vrouwen | Vrouwen | Mannen | Mannen |
| ------------------------------ | ------ | ------ | ------- | ------- | ------ | ------ |
| eenheid                        | aantal | %      | aantal  | %       | aantal | %      |
| inwoners                       | 8264   | 100    | 4096    | 49,6    | 4168   | 50,4   |
| bevolkingsdichtheid (inw./km²) | 66,8   | 66,8   | 33,1    | 33,1    | 33,7   | 33,7   |

In 2002 bedroeg het gemiddelde inkomen per inwoner 1231,85 zł.

## Administratieve plaatsen (sołectwo)
Bielice, Budzieszowice, Drogoszów, Jasienica Dolna, Lasocice, Łambinowice, Malerzowice Wielkie, Mańkowice, Piątkowice, Sowin, Szadurczyce, Wierzbie.
Zonder de status sołectwo : Okopy - przysółek Łambinowic, Bardno - przysiółek Mańkowic, Dworzysko- przysiółek Malerzowic Wielkich.

## Aangrenzende gemeenten
Korfantów, Niemodlin, Nysa, Pakosławice, Skoroszyce, Tułowice
- Gemeinsame Normdatei: 4098973-2
- Virtual International Authority File: 126724979